# كيمون (قائد)
كيمون (باليونانية: Κίμων — Kimōn)، فترته كانت (507 - 449 ق.م). قائد عسكري وسياسي في أثينا القديمة، قاد الأسطول الذي طرد الفرس من أوروبا عام 479 ق.م. أثناء الحروب الفارسية.
ساعد كيمون في تكوين الحلف الديلي في محاولة لتوحيد كل اليونانيين، ولكن المحاولة باءت بالفشل. كان كيمون قائدًا للأرستقراطيين الأقوياء في أثينا. عارض الأرستقراطيون الإصلاحات التي كان بيركليس قائد الديموقراطيين يودّ القيام بها. قام بيركليس بنفي كيمون عندما آل الحكم إلى الديمقراطيين عام 461 ق.م. عاد كيمون عام 451 ق.م. ورتَّب هُدْنة عسكرية بين أثينا وأسبرطة.
كان كيمون ابن القائد العسكري الكبير ملتيادس(قائد اثيني) ، وكان الاسطول الأثيني فس حربه المتواصلة مع فارس اثر معركة سالاميس ، ونذكر أن ثيميستوكليس كان قد تورط في مشاكل مع العنصر الاسبرطي في اليونان ، وكان شيمون من الساسة الأثينيين الذين كانوا يحبذون إقامة صلات أوثق مع إسبرطة .
وسادت آراؤه فترة من الزمن عندما كان أحد القادة الرئيسيين والبارزين .
ولكن بروز الشخصية السياسية الجديدة بيريكليس كوطني اثيني متحمس يود أن تكون أثينا زعيمة المدن -،الدول غيرت الوضع . وعلى الرغم من أن بيريكليس كان مسؤولاً في الدرجة الأولى عن نفي شيمون ، إلا أن الرجلين تصالحا في النهاية .